# Pârâul Negru, Zastavna
Pârâul Negru (în ucraineană Чорний Потік, transliterat Ciornîi Potik și în germană Czarny Potok) este un sat reședință de comună în raionul Zastavna din regiunea Cernăuți (Ucraina). Are 556 locuitori, preponderent  ucraineni (ruteni).
Satul este situat la o altitudine de 188 metri, în partea de nord-est a raionului Zastavna. El se află la 1,5 km de râul Nistru.

## Istorie

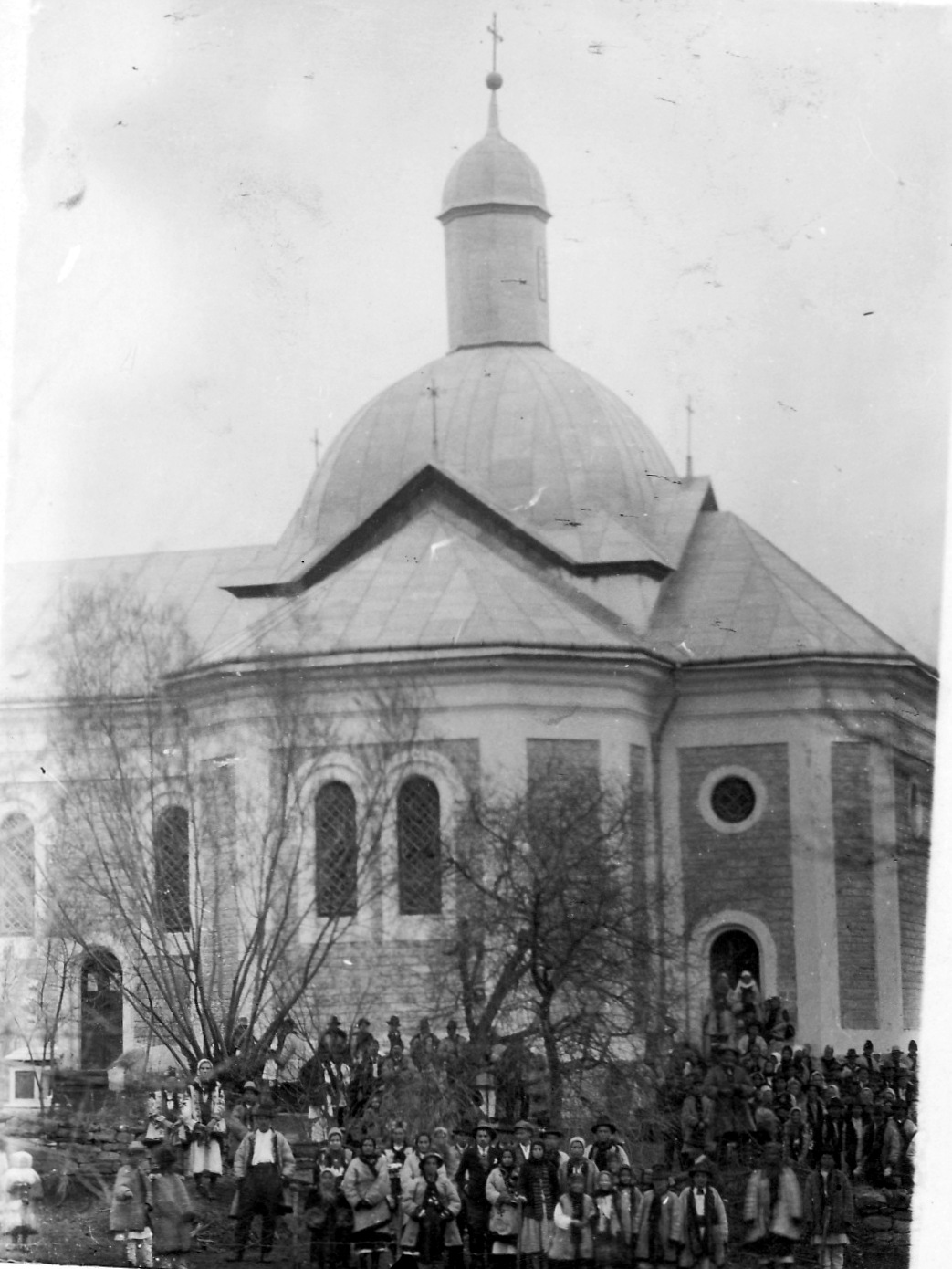
Biserica parohială (1936)

Localitatea Pârâul Negru a făcut parte încă de la înființare din regiunea istorică Bucovina a Principatului Moldovei. După anexarea Bucovinei de către Imperiul Habsburgic în anul 1775, localitatea Pârâul Negru a făcut parte din Ducatul Bucovinei, guvernat de către austrieci, făcând parte din districtul Zastavna (în germană Zastawna). 
După Unirea Bucovinei cu România la 28 noiembrie 1918, satul Pârâul Negru a făcut parte din componența României, în Plasa Nistrului a județului Cernăuți. Pe atunci, majoritatea populației era formată din ucraineni. 
Ca urmare a Pactului Ribbentrop-Molotov (1939), Bucovina de Nord a fost anexată de către URSS la 28 iunie 1940, reintrând în componența României în perioada 1941-1944. Apoi, Bucovina de Nord a fost reocupată de către URSS în anul 1944 și integrată în componența RSS Ucrainene. 
Începând din anul 1991, satul Pârâul Negru face parte din raionul Zastavna al regiunii Cernăuți din cadrul Ucrainei independente. Conform recensământului din 1989, numărul locuitorilor care s-au declarat români plus moldoveni era de 3 (1+2), reprezentând 0,47% din populație . În prezent, satul are 556 locuitori, preponderent ucraineni.

## Demografie
Componența lingvistică a comunei Pârâul Negru
     Ucraineană (99,1%)
     Alte limbi (0,9%)
Conform recensământului din 2001, majoritatea populației comunei Pârâul Negru era vorbitoare de ucraineană (99,1%), existând în minoritate și vorbitori de alte limbi.
1989: 556 (recensământ)
2007: 475 (estimare)

### Recensământul din 1930
Componența etnică a comunei Pârâul Negru (județul Cernăuți)
     Ruteni (96,35%)
     Evrei (2,4%)
     Altă etnie (1,25%)
Componența confesională a comunei Pârâul Negru
     Ortodocși (93,95%)
     Mozaici (2,4%)
     Greco-catolici (1,33%)
     Fără religie (1,42%)
     Altă religie (0,9%)
Conform recensământului efectuat în 1930, populația comunei Pârâul Negru se ridica la 1.124 locuitori. Majoritatea locuitorilor erau ruteni (96,35%), cu o minoritate de evrei (2,40%). Alte persoane s-au declarat: polonezi (8 persoane) și cehi\slovaci (6 persoane). Din punct de vedere confesional, majoritatea locuitorilor erau ortodocși (93,95%), dar existau și mozaici (2,40%), greco-catolici (1,33%) și fără religie (1,42%). Alte persoane au declarat: romano-catolici (9 persoane), iar 1 persoană nu a declarat religia.